# Xysticus hindusthanicus
Xysticus hindusthanicus là một loài nhện trong họ Thomisidae.
Loài này thuộc chi Xysticus. Xysticus hindusthanicus được miêu tả năm 1965 bởi Basu.